# Klovskär
Klovskär (också stavat Klåvskär) är en by med ett hemman, ett så kallat enstaka hemman, i Föglö kommun på Åland, numera avfolkad. Den utgörs av en vidsträckt arkipelag kring den tämligen lilla ön Klovskär (14 hektar), där bebyggelsen finns. Klovskär ingår sedan 2006 i Ålands södra skärgårdsförsamling och hörde tidigare till Föglö församling. 

## Geografi
Klovskärsarkipelagen sträcker sig söderut från Föglö mot Östersjön och har vattengräns i norr mot byarna Hastersboda och Skogboda, i öster mot kommunerna Sottunga och Kökar samt i väster mot byn Björsboda. I söder gränsar Klovskärs vatten mot öppet hav. 
Den totala arealen är enorm för att vara ett hemman, omkring 20 000 hektar, men endast 265 hektar når över havsytan. Klovskär består av ett drygt hundratal holmar och skär samt ett stort antal namnlösa bådar och grund. Den största holmen och den enda som varit bebodd är Klovskär, knappt 600 meter från strand till strand.
Klovskärsarkipelagen utgörs av tre delar, åtskilda av fjärdar. I norr ligger Innerhalvan, skild från Mellanhalvan av Floskärsfjärden och i söder Ytterhalvan, skild från Mellanhalvan av Vitfågelskärsfjärden. 
Ett antal av de större holmarna listas längre ner.

## Ortnamnet
Hemmanet Klovskär har namn efter holmen där bebyggelsen finns. Namnet innehåller ordet klov, som enligt Svenska Akademiens ordbok kan syfta på någonting som klyver sig, exempelvis ett berg. Klovskär består av två mindre berg och mellan dem ett lägre område, som kan vara klyftan som åsyftas. Eller så finns någon mindre formation på holmen som gett upphov till namnet.
Klovskärsarkipelagen har i äldre tider kallats Föglöudden eller Södra armen eller Södra udden. Lantmätaren Hans Hansson ritade omkring 1650 den första kartan över hela Åland. På den finns en mängd öar mellan Föglö och Kökar som han kallar ”Fögeludden, huilken och Nempnes Söderarmen”. När lantmätaren Christian Braxer 1774 skattlade arkipelagen kallade han den ”Södra Udden”. På Erik af Wetterstedts tryckta karta över Åland från 1789 används istället namnet ”Föglö-udde”, medan ”Södra armen” avser arkieplagen kring Björkör. I jordeboken 1795 kallas hemmanet ”Klåfskär eller Södra udden”. 
Namnet Södra udden verkar ha kommit ur bruk på 1800-talet, medan Föglö udden eller Föglö udd levde kvar in på 1900-talet, i alla fall bland sjöfarare som så långt det gick undvek de farliga vattnen. Olyckor inträffade regelbundet. Exempelvis gick tyska ångaren Bavaria på grund vid ”Föglö udd” den 7 september 1928, varefter delar av besättningen tog sig i land till en ”fiskarkoja”.

## Historia
Holmen Klovskär liksom några andra större holmar i arkipelagen – Långskär, Stenskär, Bränstenskär, Skepparskär och Vidskär – har sedan urminnes tider räknats som allmänningsholmar, medan de mindre väl har betraktats som mer eller mindre värdelösa i beskattningshänseende. De så kallade häradsallmänningsholmarna på Åland, som senare kallades kronoallmänningar, finns enligt Erik Bertell förtecknade första gången 1556. Nya förteckningar gjordes omkring hundra år senare (1659 och 1661), och senare finns de listade utan större förändringar bland annat 1692, 1730, 1752 och 1775.
I förteckningarna från 1659 och 1661 omtalas att Klovskär, Långskär och Stenskär då arrenderades av bönderna i byn Granboda, medan Brännstenskär och Skepparskär nyttjades av bönder i byn Stentorpa samt Vidskär av en bonde i Skogboda.

### Klovskär befolkas
Det dröjde ytterligare hundra år innan Klovskär befolkades. De som tog det djärva steget att slå sig ner på den lilla kobben var Per Henriksson (1735–1790), hemma från byn Hastersboda där hans äldre bror var bonde, och hans hustru Kerstin Persdotter (1727–1761) från byn Horsholma. De hade gift sig i mars 1761 och torde samma vår ha flyttat till Klovskär. Under sommaren var Kerstin gravid och i november födde hon tvillinggossarna Henrik och Per, men både de och modern avled någon vecka efter förlossningen. Så det blev en tung start på Klovskär för Per Henriksson. Efter ett par år gifte han om sig med Anna Isaksdotter (1738–1820) från Hellsö i Kökar och fick med henne nio barn.
Hur det kom sig att Per Henriksson valde att bosätta sig på Klovskär är inte närmare klarlagt, mer än att han hade fått landshövdingens tillstånd att slå sig ner där. Men när Per Henriksson väl förstod att det fungerade att bo och leva på Klovskär väcktes tydligen tanken att omvandla de arrenderade kronoholmarna till ett skärgårdshemman. På så vis skulle han bli kronobonde och få en säkrare besittningsrätt till sitt vidsträckta område.
Exakt hur det gick till när Per Henriksson på 1770-talet blev bonde på det nyinrättade hemmanet Klovskär är inte utrett, men i stora drag vet vi. Den 14 mars och den 1 juni 1774 begav sig lantmätaren Christian Braxer till ”Klovskärs kronoallmänning” för att på order av landshövdingen ”avfatta och beskriva den så kallade Södra Udden eller de utbyskatter eller kronoallmänningar” som Per Henriksson hade pekat ut som lämpliga för ett nytt hemman. Tydligen var det Per Henriksson som hade kommit med förslag till hur stort det nya hemmanet borde vara. 
Sedan följer en utförlig beskrivning av Klovskär på tre kartdelar. Den första omfattar norra delen (Innerhalvan), den andra den mellersta delen (Mellanhalvan) och den tredje den södra delen (Ytterhalvan). Lantmätaren går igenom holme efter holme. Så här kan det låta: ”Norra Skepparskär består av berg med små enbuskar beväxta, dock kan därstädes bärgas hö av grov tåtel, strandhavre och småstarr.” Eller: ”Gåsharan består av berg, dock kan därstädes bärgas uti bergsspringorna av borsting, tåtel och småstarr.” Sedan 31 holmar på detta sätt har beskrivits konstaterar lantmätaren att övriga holmar samt ganska många kobbar, hällar och grund inte var till annan nytta än att där kunde skjutas säl. De bästa ställena för säljakt var Pattkobb, Råbockskär, Klyndran, Gråhäran, Stenskobb, Ljusskären och Sundkläpparna. Fjällfisk gick inte att fånga så det räckte till avsalu. Orsaken var enligt lantmätaren att holmarna var skoglösa och omgavs av hav och stora havsfjärdar samt så glesa och kringspridda att fisken ingenstans kunde ”hava stånd” (det fanns med andra ord ingen plats där fisken trivdes). Däremot kunde sommartid, när det var mycket lugnt och varmt, någon badfisk fångas till husbehov. Lugna och varma sommardagar händer det att fisk samlas vid stränder och i vikar, vilket förr brukade kallas att fisken ’badar’. Följaktligen kallades sådan fisk ”badfisk”, enligt Svenska akademiens ordbok (uppslagsordet badid).
Fiske med skötar (nät) fungerade mindre bra i området, eftersom vattnet var tämligen grunt. Omkring fyra tunnor strömming ansågs skötfisket kunna ge årligen. Däremot fanns alltså goda möjligheter att skjuta säl, särskilt i den yttre skärgården. Jakten ansågs kunna ge tre till fyra tunnor späck till försäljning. Fågelskytte idkades under vårarna, men fåglarna räckte inte till mer än husbehov. Någon skog fanns inte, till och med ved måste köpas från annat håll.
Några år senare, den 9 mars 1777, erhöll Per Henriksson landshövdingens tillstånd att besitta de kronoallmänningsholmar som gick under namnet Södra Udden och låg omkring Klovskär. I immissionsbrevet sägs att besittningen av holmarna hade bjudits ut på offentlig auktion vid tinget den 20 mars 1775 och att Per Henriksson hade gett det högsta budet, vilket gjorde honom till innehavare av det kronohemman som kom att kallas Klovskär nr 1.
Det var inte okomplicerat att ta över en stor och vidsträckt skärgård som tidigare hade nyttjats av många i de kringliggande byarna. Redan 1770 hade Per Henriksson fått häradsrätten att utsätta ett vite om 10 riksdaler mot intrång på Klovskärs domäner. Men det avskräckte inte alla. Exempelvis ställdes en Henrik Johansson i Sonboda 1776 till svars för att han hade jagat i området. Samtidigt stämde han själv Per Henriksson för att denne tagit två bössor av honom. Knappt fyrtio år senare, 1812, gick det totalt över styr. Fyra bröder från Karlby mördades i Klovskärsarkipelagen när de var ute för att skjuta säl. Äldste sonen till Klovskärsbonden, den tjugoårige Petter Sjöberg, pekades ut som gärningsman, men nekade envist. Fem år senare, 1817, lyckades han rymma ur häktet.

### Klovskär avfolkas
Klovskär skattköptes den 30 november 1888 av Johan Erik Sjöberg (1846–1920). På så vis blev hela arkipelagen privatägd. Nytt bostadshus uppfördes omkring 1912. Ännu då fanns tydligen framtidstro på det ensliga utskärshemmanet. Men femton år senare, 1927, avfolkades Klovskär. Den siste bonden blev Gustav Sjöberg (1886–1951), sonsons sonsons son till Per Henriksson som hade tagit Klovskär i besittning. Han sålde de södra delarna av arkipelagen (Mellanhalvan och Ytterhalvan) till kommerserådet Karl Fazer från Helsingfors och flyttade till Sonboda med familjen. På 1930-talet sålde han också ytterligare delar av Klovskär till bönderna Karl August Helin i Granboda och Oskar Nikolaj Lifvendahl i Sonboda. 
I slutet av 1980-talet ägdes Klovskär, förutom av familjen Fazer, också av bönderna Bengt Holmström och Edgar Helin i Granboda samt av Gustav Sjöbergs son, kantorn och organisten Volter Sjöberg (1922–1995).

## Klovskär den 22 juli 2011

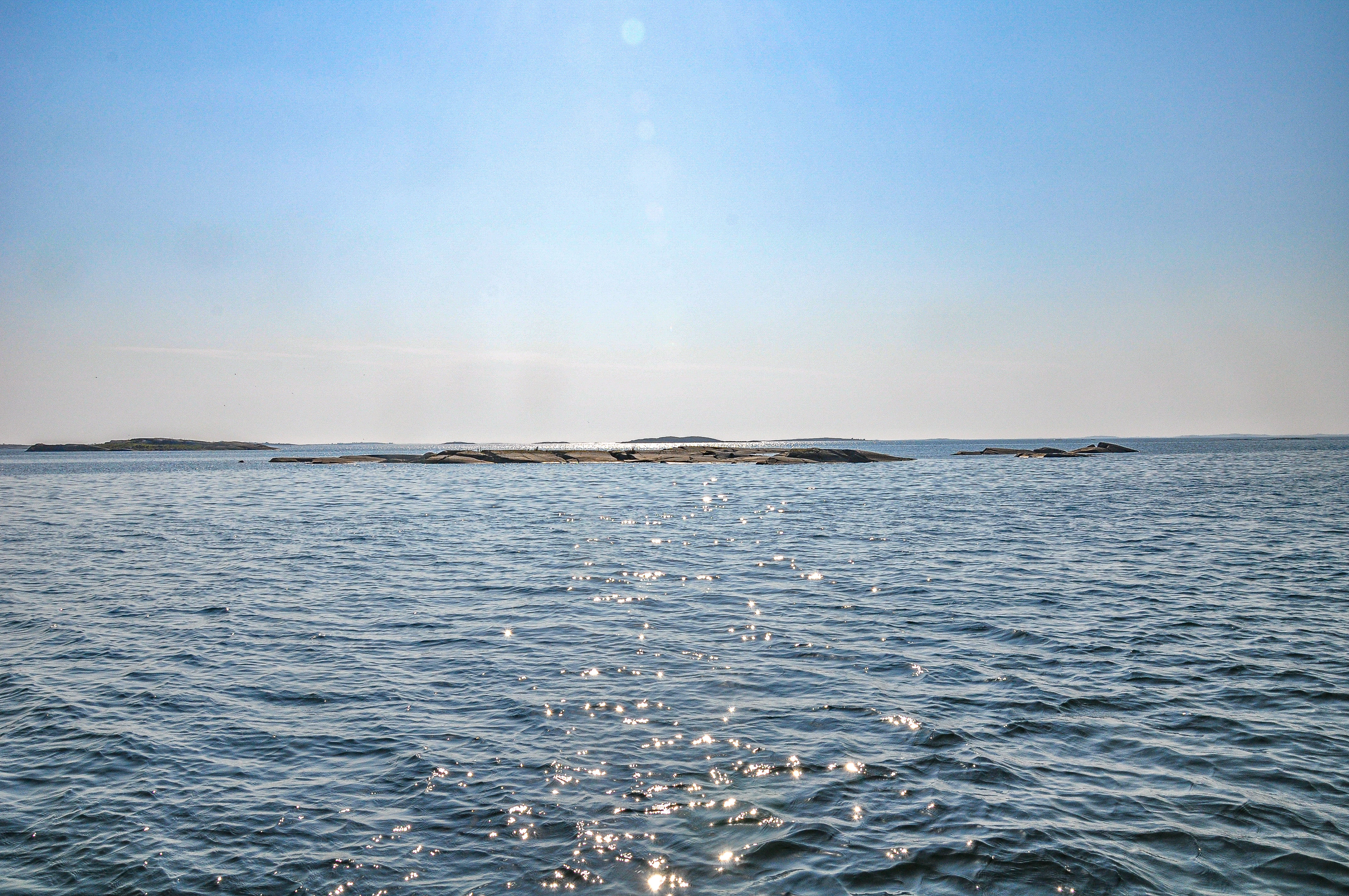
Vy från arkipelagen.
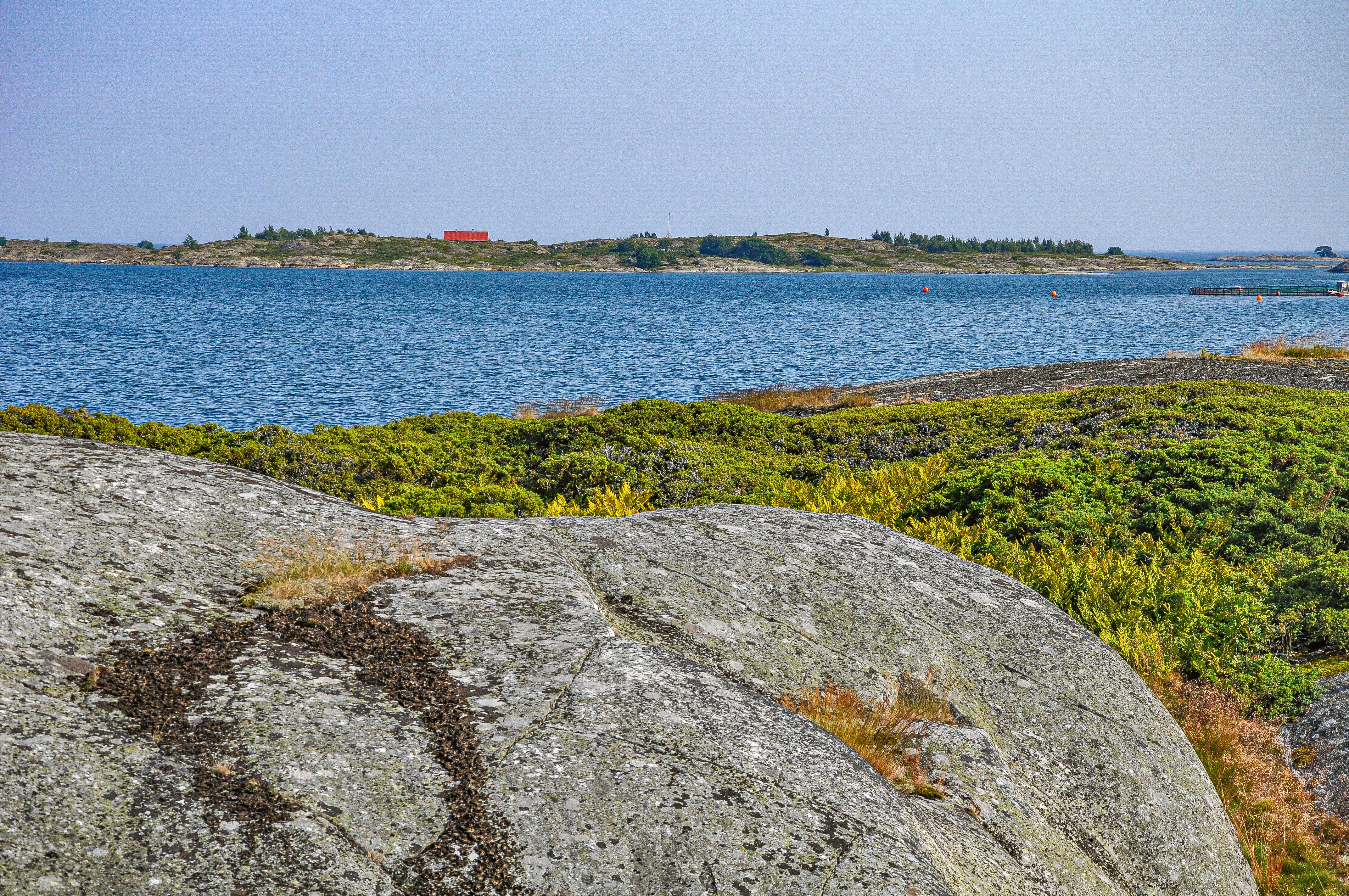
Vy från Tjäroskär mot Klovskärs hemland.
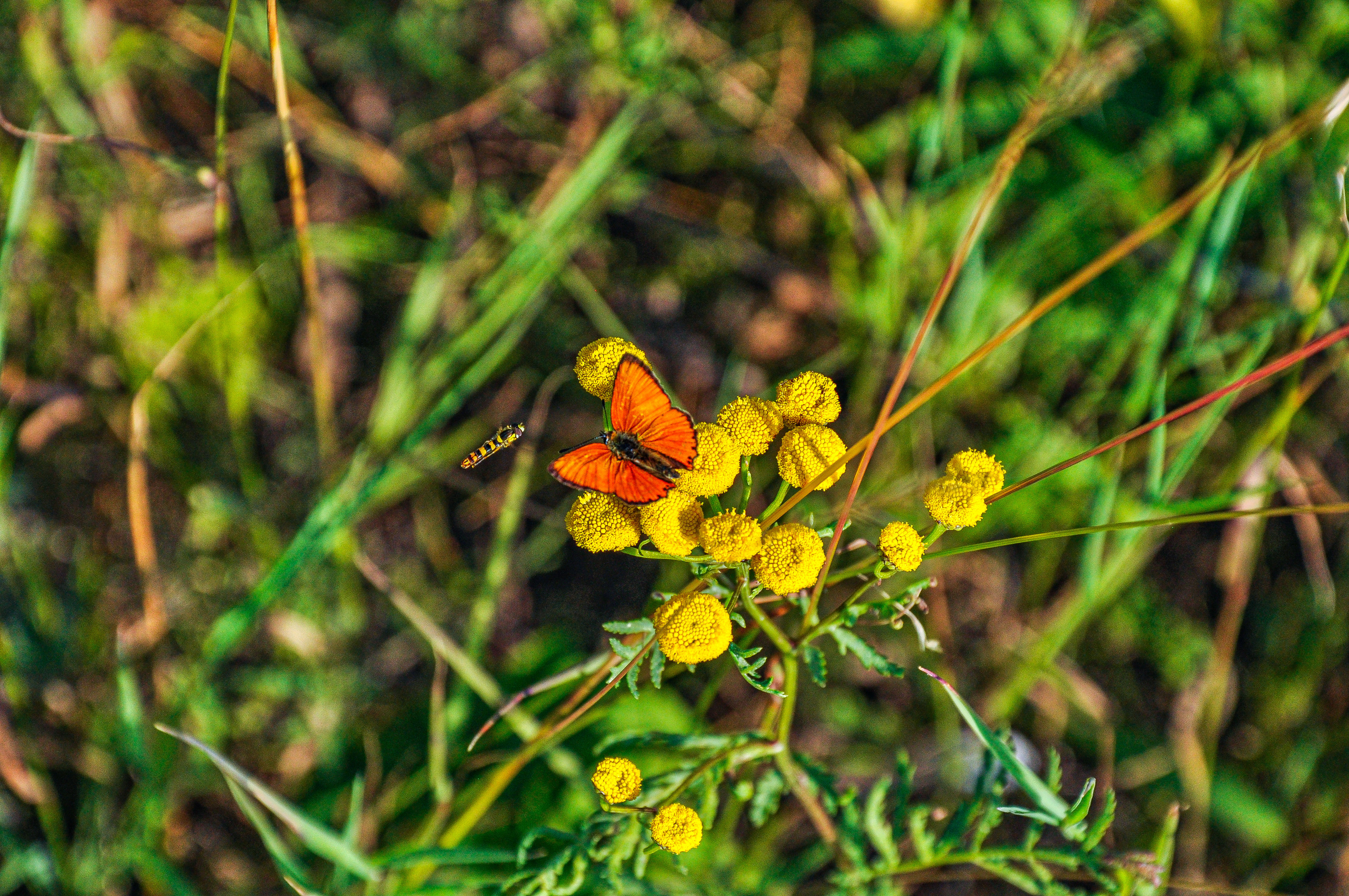
Tjäroskär. Insekter på renfana.
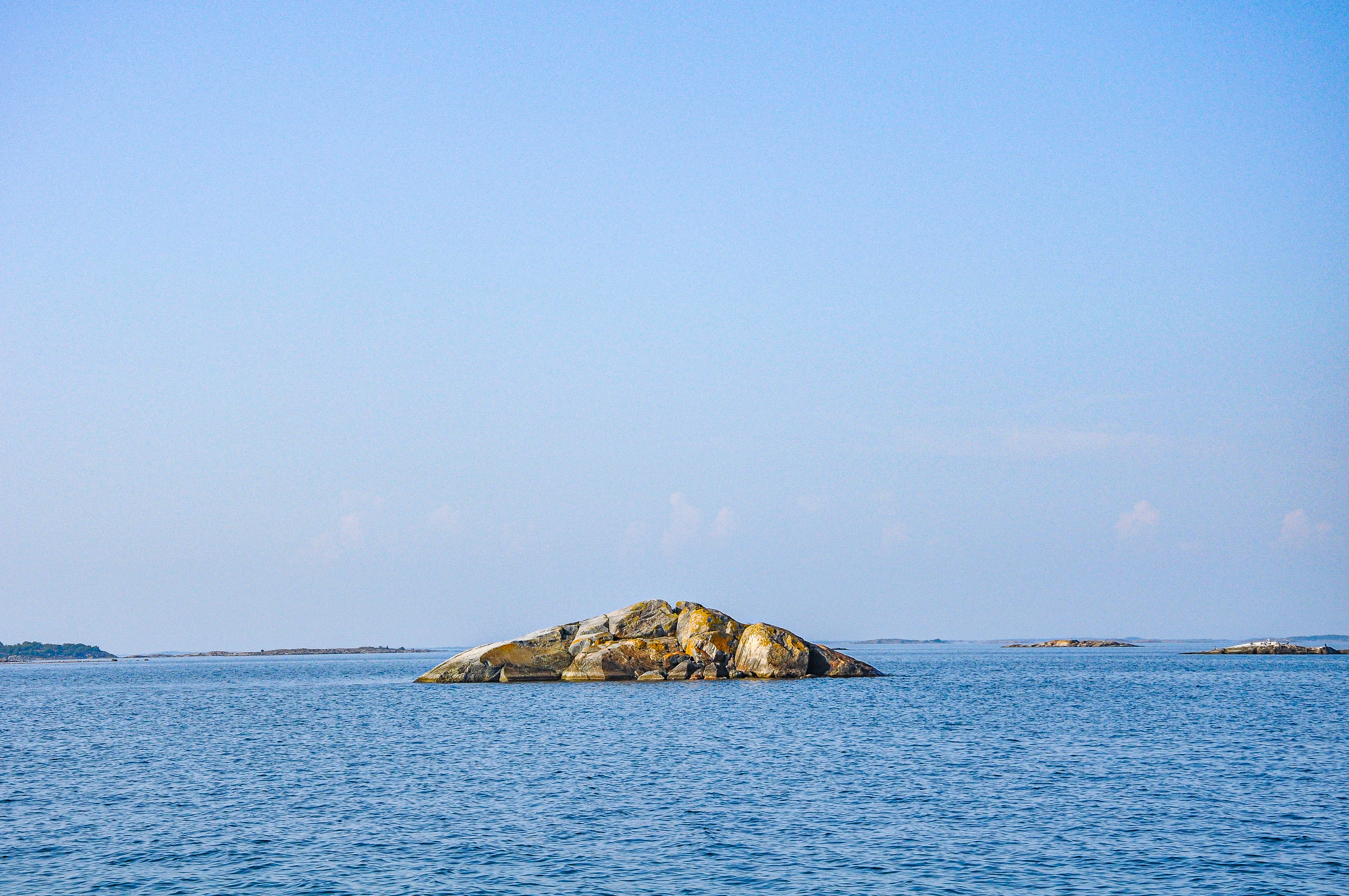
Klippa i havet strax norr om ön Klovskär.
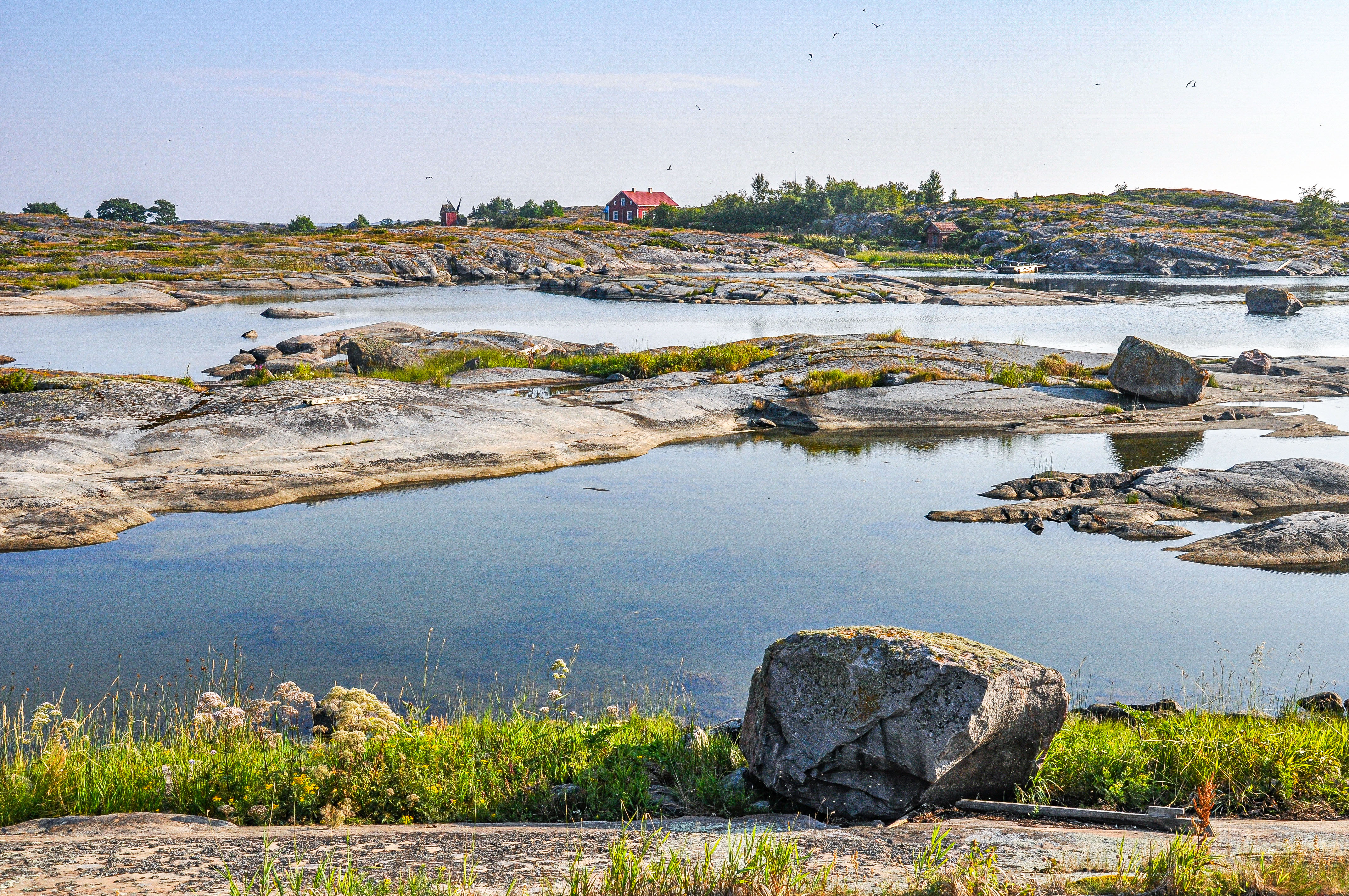
Vy från Norrgrunden mot bostadshuset och kvarnen.
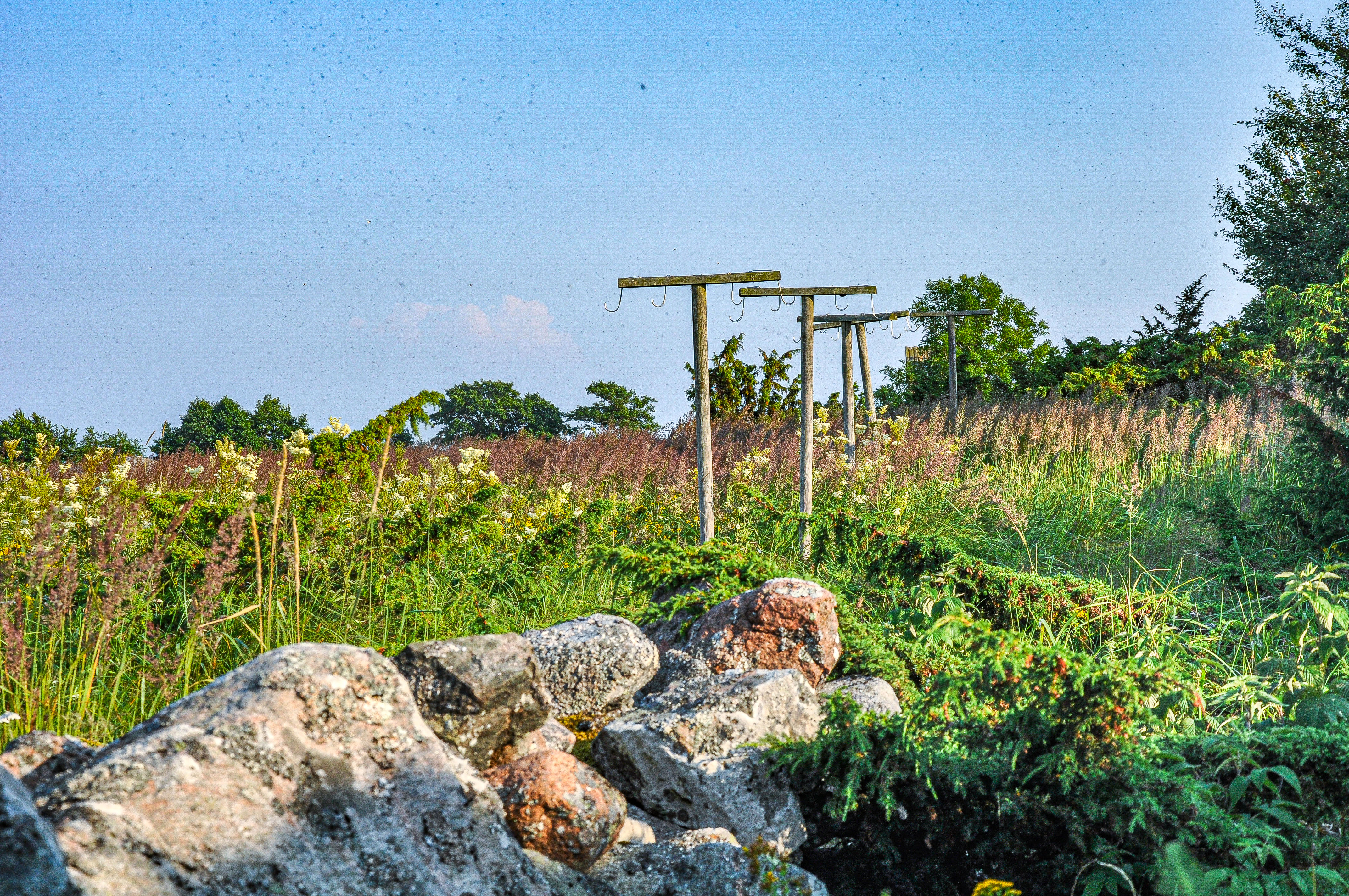
Ställningar för att torka nät.
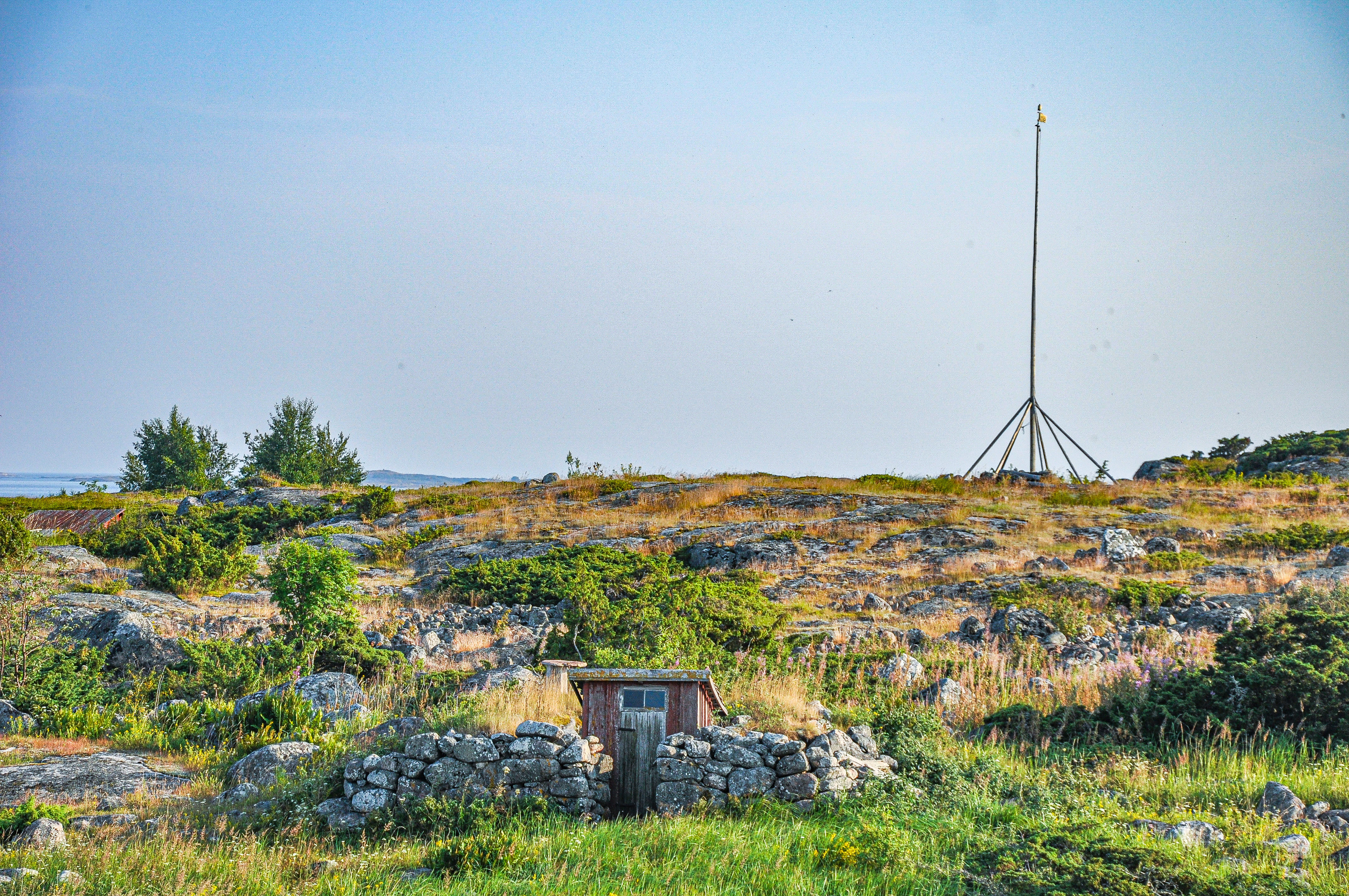
Dasset och flögstången.
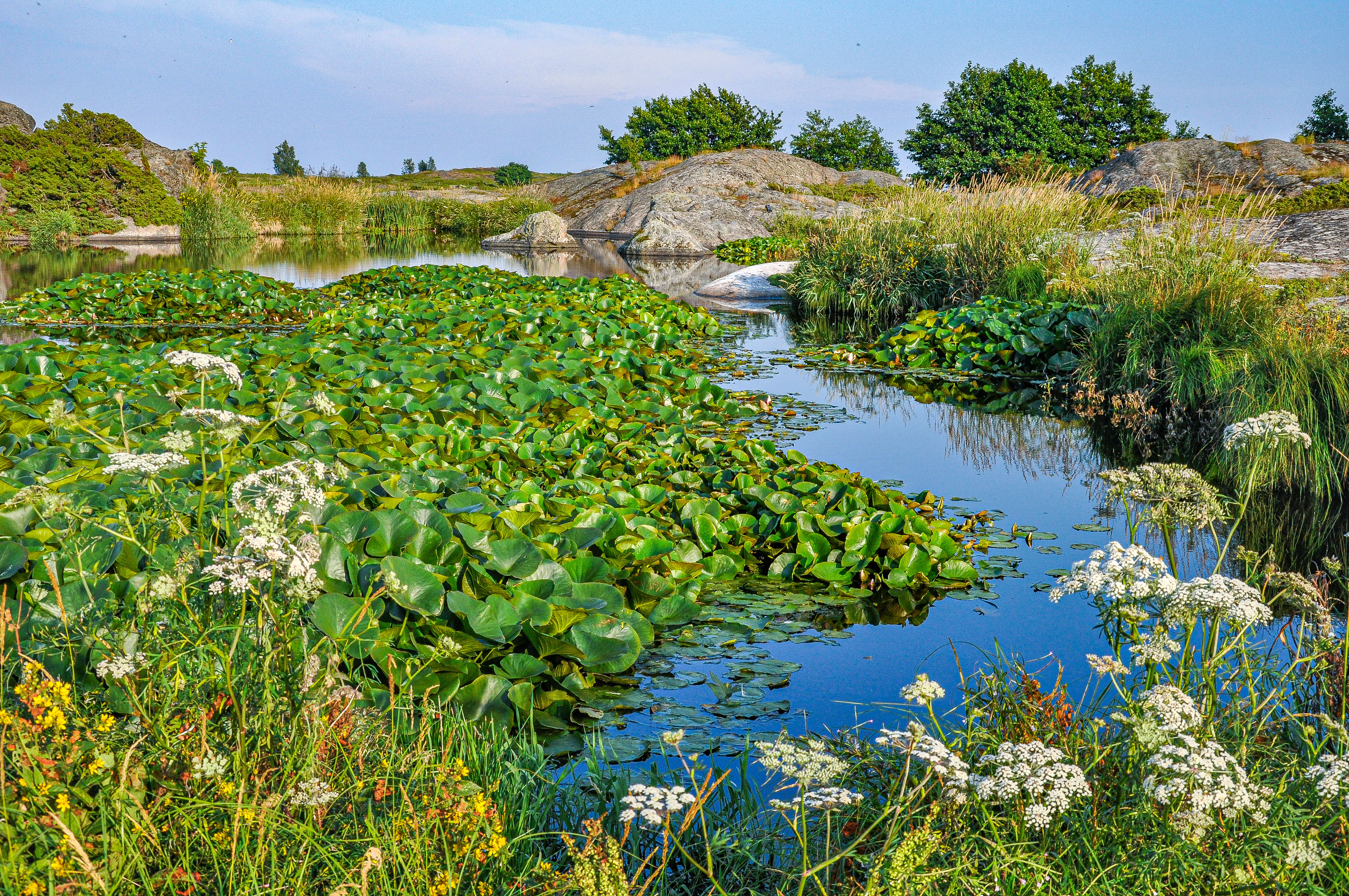
Hällkar på hemlandet med inplanterade näckrosor.

## Äldre fotografier

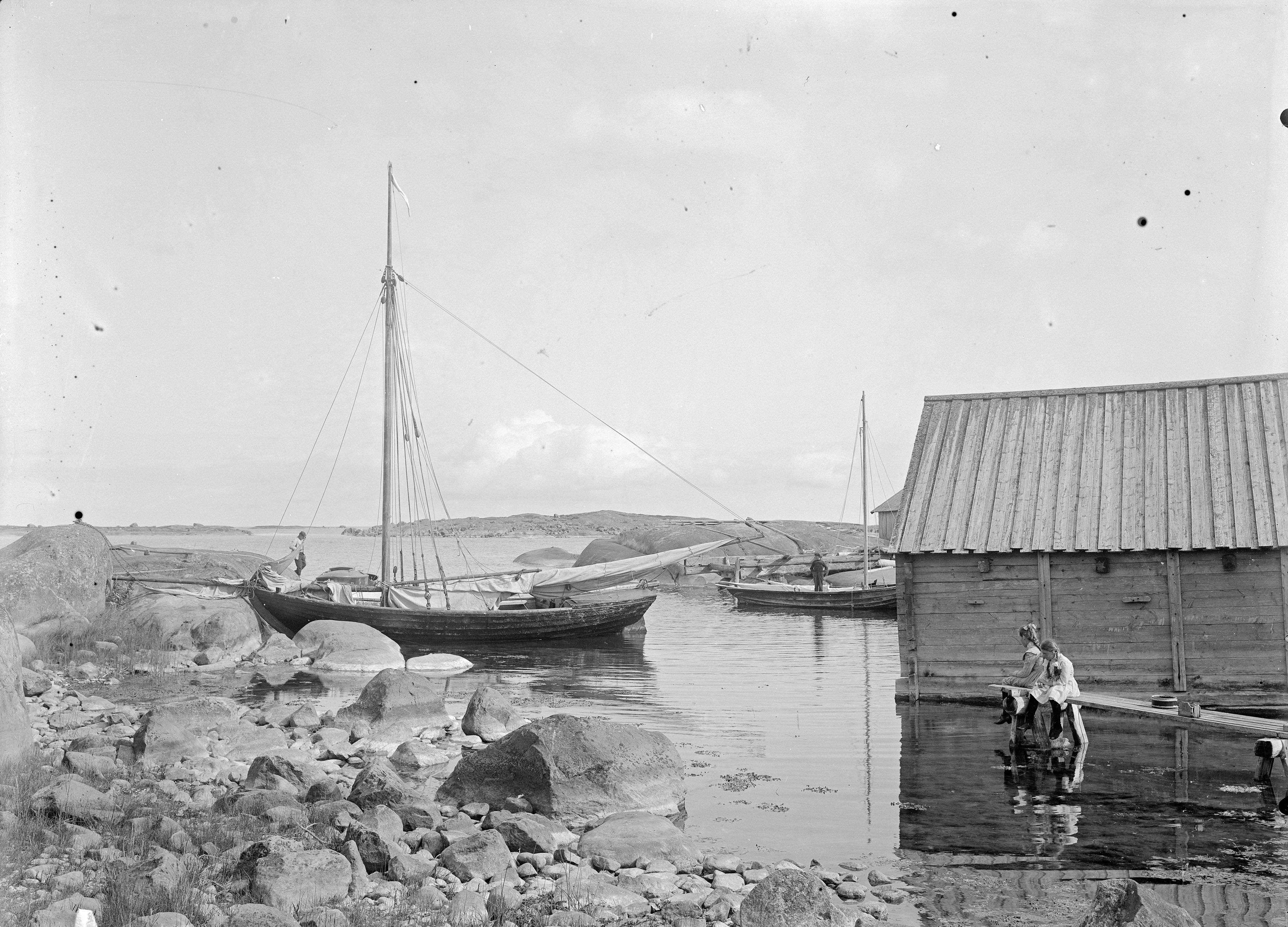
Klovskärs storbåt vid stranden cirka 1910. Foto: Bernhard Åström.
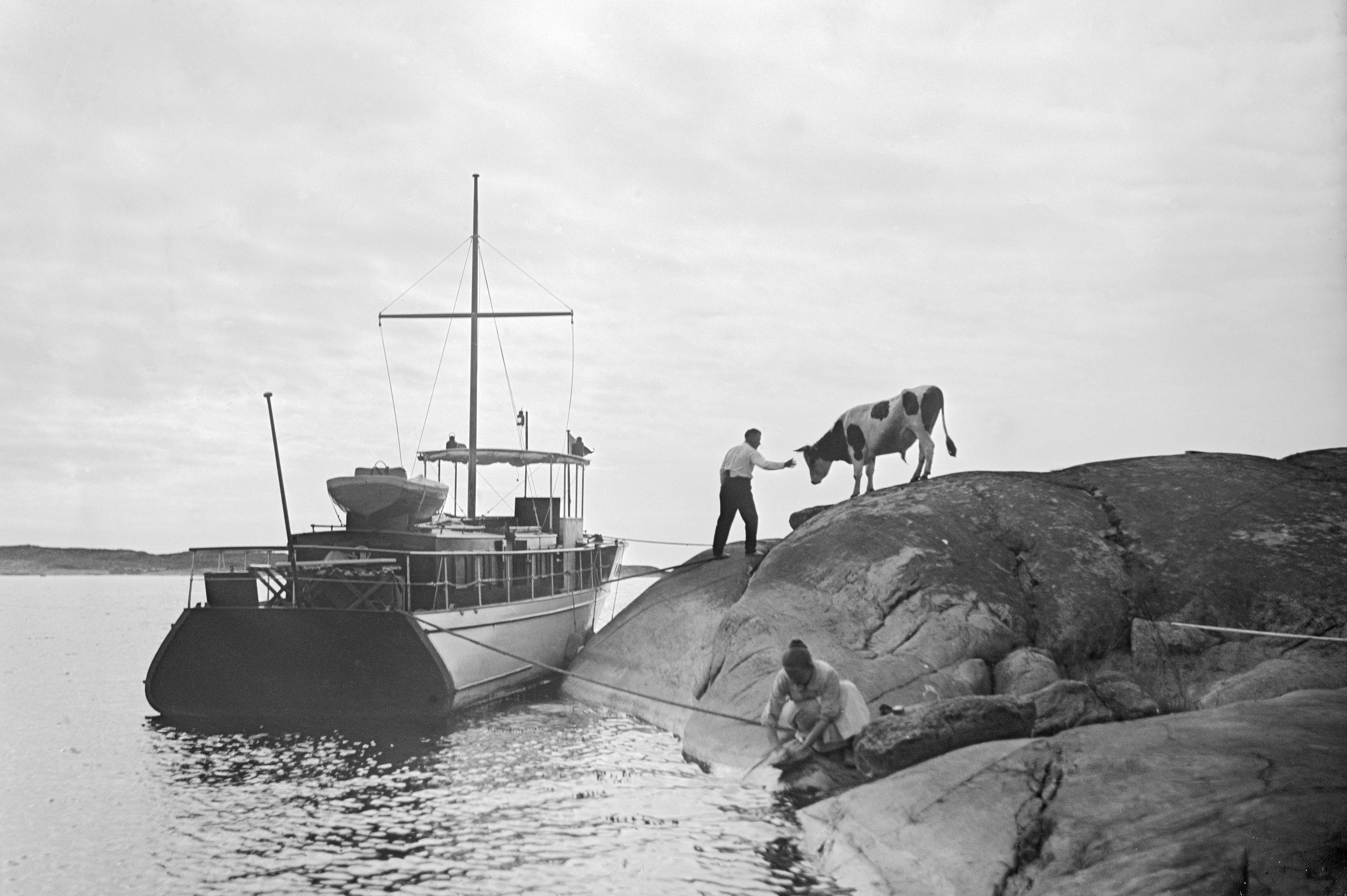
Strandhugg på Klovskär. Bernhard Åström på väg till Stockholm med båten Havella cirka 1920.

## Holmar och skär

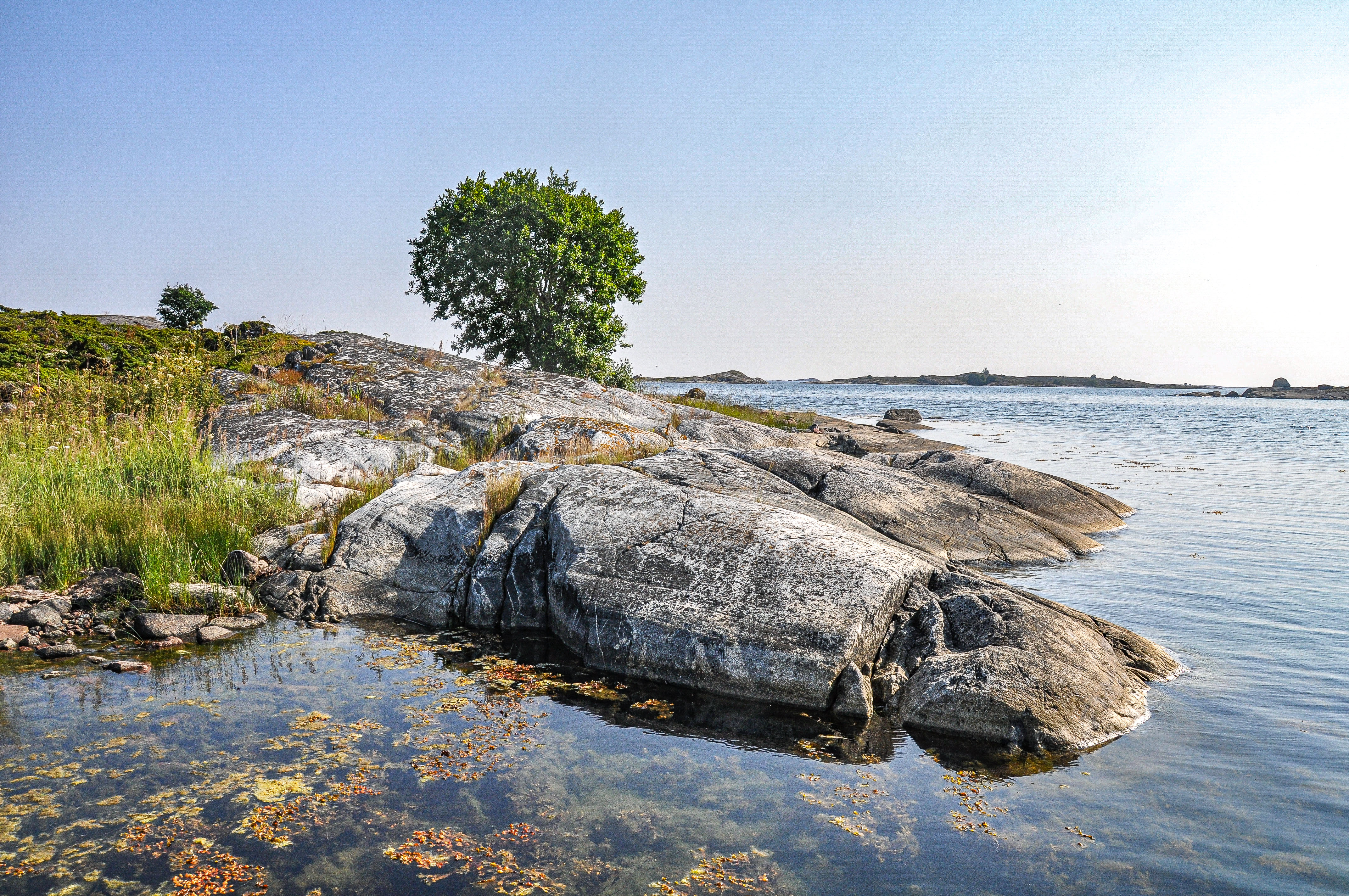
Holmen Tjäroskär i Innerhalvan, som ska ha fått sitt namn av att där har bränts tjära förr i tiden. 22 juli 2011.

Bland större holmar och skär i Klovskärs tre arkipelager märks:
Innerhalvan
- Bränstenskär (visa på karta), 6 hektar, största längd 400 meter. Nämnd redan i mitten av 1600-talet som en allmänningsholme (Bränsteenskiär i 1661 års jordebok), nyttjades då av Mickel i Stentorpa och 1694 av Klemet i Stentorpa. Nämns däremot inte på 1700-talet bland allmänningsholmarna.
- Dömmanskär (visa på karta), 7,7 hektar, största längd 450 meter.
- Flatlägnan (visa på karta), 1,1 hektar, största längd 160 meter.
- Grisselkläppen (visa på karta), 0,7 hektar, största längd 160 meter.
- Killinghara (visa på karta), 1,5 hektar, största längd 300 meter.
- Klovskär (visa på karta), 14 hektar, största längd knappt 600 meter i sydväst-nordöstlig riktning.
- Långskär (visa på karta), 4,8 hektar, största längd 430 meter.
- Skötkobben (visa på karta), 0,4 hektar, största längd 80 meter. Strax intill åt nordväst ligger en annan grupp skär, också den kallad Skötkobben på kartan.
- Skepparskär (visa på karta), 9,9 hektar, största längd 500 meter.
- Skeppsbådan (visa på karta), 1,6 hektar, största längd 210 meter.
- Stackskär (visa på karta), 5,7 hektar, största längd 370 meter.
- Stenkobben (visa på karta),  2,2 hektar, största längd 290 meter, skäret utgör gräns mellan Klovskär och Hastersboda, nordöstra udden hör till Hastersboda.
- Stenskär (visa på karta),  12,9 hektar, största längd 600 meter.
- Stora Lökharan (visa på karta), 3,9 hektar, största längd 280 meter.
- Stora Sandören (visa på karta), 16,9 hektar, största längd 1,2 kilometer.
- Stora Trutlägnan (visa på karta), 2,2 hektar, största längd 220 meter.
- Sundro lägnan (visa på karta), 0,8 hektar, största längd 220 meter.
- Tjäroskär (visa på karta), 4,2 hektar, största längd 310 meter. – Namnet kommer av att man bränt tjära på holmen.[10]
- Tormulharorna (visa på karta), 1,3 hektar, största längd 190 meter.
- Vidskär (visa på karta), 12,4 hektar, största längd 700 meter.
- Vidskärs grunden (visa på karta), en grupp skär, klippor och grynnor.
- Vidskärs kobben (visa på karta), 0,7 hektar, största längd 150 meter, utgör gränskobbe mellan byarna Klovskär, Björsboda och Skogboda.
- Västra Fjärdharan (visa på karta), 2,1 hektar, största längd 290 meter.
- Älskär (visa på karta), 7 hektar, största längd 430 meter.

Mellanhalvan
- Flatör (visa på karta), 4,8 hektar, största längd 420 meter.
- Floskär (Flåskär), se Långa Floskär, Västra Floskär och Östra Floskär.
- Gåsharan (visa på karta), 4,2 hektar, största längd 290 meter.
- Gåsharlägnan (visa på karta), 0,8 hektar, största längd 190 meter.
- Halvfjärdingshärorna (visa på karta), 0,5 hektar, största längd 100 meter.
- Låghara (visa på karta), 2,1 hektar, största längd 260 meter.
- Långa Floskär (visa på karta), 3,8 hektar, största längd 500 meter.
- Mälskär (visa på karta), 3,4 hektar, största längd 360 meter.
- Skäggogrunden (visa på karta), en grupp skär och klippor.
- Stegmanhäran (visa på karta), 3,3 hektar, största längd 330 meter.
- Stora Floskär (visa på karta), 12,2 hektar, största längd 700 meter.
- Stuguskär (visa på karta), 3,1 hektar, största längd 290 meter.
- Stuguskärs harorna (visa på karta), flera skär, det största är 1,1 hektar med en längd på 140 meter.
- Svarthära (visa på karta), 1,8 hektar, största längd 190 meter.
- Viggkläpparna (visa på karta), en grupp skär, det största 1,6 hektar och 210 meter från strand till strand.
- Västerkläpparna (visa på karta), en grupp skär, det största 0,8 hektar och 130 meter från strand till strand.
- Västra Floskär (visa på karta), 4,6 hektar, största längd 330 meter.
- Ändör (visa på karta), 3,3 hektar, största längd 300 meter, utgör gräns mellan Föglö, Kökar och Sottunga, se Ändör.
- Österkobben (visa på karta), 0,4 hektar, största längd 120 meter.

Ytterhalvan (på kartan: Östra halvan och Västra halvan)
- Bredkläpp (visa på karta), 0,8 hektar, största längd 200 meter.
- Fåfänggadden (visa på karta), 0,5 hektar, största längd 120 meter.
- Gregerskläpparna (visa på karta), ett antal skär och klippor söder om Råbockskär.
- Gråhara (visa på karta), 0,8 hektar, största längd 180 meter.
- Gulskäret (visa på karta),  1,5 hektar, största längd 230 meter.
- Hamnskär (visa på karta), 4,2 hektar, största längd 350 meter.
- Hamnskärs gaddarna (visa på karta), en samling klippor i havet nordost om Hamnskär, den största ungefär 0,5 hektar.
- Hundkobb (visa på karta), 1,3 hektar, största längd 220 meter.
- Husskär (visa på karta), 1,5 hektar, största längd 190 meter.
- Inre Rödgrund (visa på karta), 0,4 hektar, största längd 110 meter.
- Klyndran (visa på karta), 1 hektar, största längd 190 meter.
- Klyndrolägnan (visa på karta), ett par skär, det större 0,4 hektar och 160 meter från strand till strand.
- Mangrund (visa på karta), 0,7 hektar, största längd 110 meter.
- Mälör (visa på karta), en grupp skär, klippor och grynnor, det största 0,9 hektar och 160 meter från strand till strand.
- Råbockskär (visa på karta), 1,2 hektar, största längd 170 meter.
- Rövarkläpparna (visa på karta), en samling klippor i havet.
- Skäret (visa på karta), 1 hektar, största längd 200 meter.
- Ståtbådan (visa på karta), några klipphällar i havet.
- Sundskär (visa på karta), 1,3 hektar, största längd 170 meter.
- Trutkläpparna (visa på karta), 0,5 hektar, största längd 120 meter.
- Vitfågelskär (visa på karta), 2,7 hektar, största längd 300 meter.
- Västerstgadd (visa på karta), 0,6 hektar, största längd 120 meter.
- Yttre Ljuskobb (visa på karta), 0,4 hektar, största längd 90 meter.